# توماش نتسيد

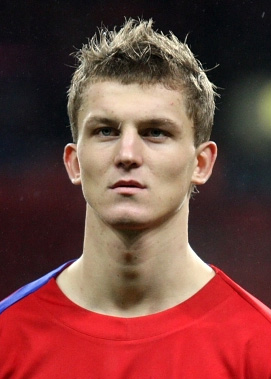

توماش نتسيد (بالتشيكية: Tomáš Necid)‏ (مواليد 13 أغسطس 1989 في براغ) لاعب كرة قدم تشيكي دولي يجيد اللعب في خط الهجوم . يلعب حاليا لصالح نادي سسكا موسكو الروسي منذ 2009 .

## روابط خارجية
- توماش نتسيد على موقع الاتحاد الدولي (مؤرشف)  (الإنجليزية)
- توماش نتسيد على موقع الاتحاد الأوربي (الإنجليزية)
- توماش نتسيد على موقع الاتحاد التشيكي (الإنجليزية)
- توماش نتسيد على موقع اتحاد تركيا (لاعب) (الإنجليزية)
- توماش نتسيد على موقع قاعدة بيانات كرة القدم.إي يو (الإنجليزية)
- توماش نتسيد على موقع ناشيونال فوتبول تيمز (الإنجليزية)
- توماش نتسيد على موقع Soccerway.com (الإنجليزية)
- توماش نتسيد على موقع عالم كرة القدم.نت (الإنجليزية)
- توماش نتسيد على موقع AS.com (الإسبانية)